# Font de la Teula
La font de la Teula és una font natural situada al municipi de Santa Maria de Martorelles. La font es troba a la vall del torrent de la font Sunyera del Parc de la Serralada Litoral, i és així anomenada perquè antigament hi havia una teula per recollir l'aigua que s'escolava de la roca i feia de broc.

## Entorn
Es troba en una petita esplanada enmig del bosc i al capdamunt d'una torrentera. Tot l'entorn de la font i el corriol d'accés és ple d'avellaners plantats per la família que habitava una casa a prop, a tocar de la Bassasa, per bé que també hi ha alzina, heura i roure, i a la paret de la font hi creix falzia, una falguera que només creix en parets on raja aigua. La densitat vegetal i el recolliment d'aquest indret la fa una de les més gratificants de visitar del Parc de la Serralada Litoral.

## Descripció
No hi ha una construcció pròpiament dita que canalitzi la font, sinó que es tracta d'un petit muret d'on en surt un broc, originàriament una teula. Aquest element fou substituït per un broc de ferro en forma de teula. L'aigua brolla d'una paret de granit gairebé llisa, coberta de falguera de pou i molsa de tosca, i cau en un petit bassal rodó practicat a la pedra. Normalment, es veu regalimar aigua per tots els racons de la paret. En una escletxa de la roca, damunt del broc, hi ha una petita imatge de la Mare de Déu. Encara que hi ha un rètol d'aigua no potable, la gent de la contrada en beu sense problemes.

## Curiositats
Hom diu que, antigament, quan els llenyataires havien de treballar a prop de la font, demanaven a llurs mullers doble tupí de menjar per a dinar. El motiu era que aquesta aigua és molt lleugera i fa vindre gana.

## Accés
És ubicada a Santa Maria de Martorelles: des del sud del poblat de Castellruf i situats al pal indicador a sota del turó, cal prendre la pista que baixa en direcció oest cap a Santa Maria de Martorelles. A 30 m surt un corriol a l'esquerra, que comença a davallar i més endavant es torna planer. En aquest tram planer hi ha un punt on s'entrecreuen diversos camins. Cal prendre el primer de tots, a l'esquerra i en pujada, que al cap d'uns 80 metres condueix a la font.